# Алехандро Грімальдо
Алехандро Грімальдо (ісп. Alejandro Grimaldo, нар. 20 вересня 1995, Валенсія) — іспанський футболіст, лівий захисник леверкузенського «Баєра» та збірної Іспанії. 
Чемпіон Європи у віковій категорії до 19 років.

## Клубна кар'єра
Народився 20 вересня 1995 року в місті Валенсія. Алехандро починав свою кар'єру у футбольній школі «Валенсії» з рідного міста. У 2008 році він вступив у молодіжну систему «Барселони». 

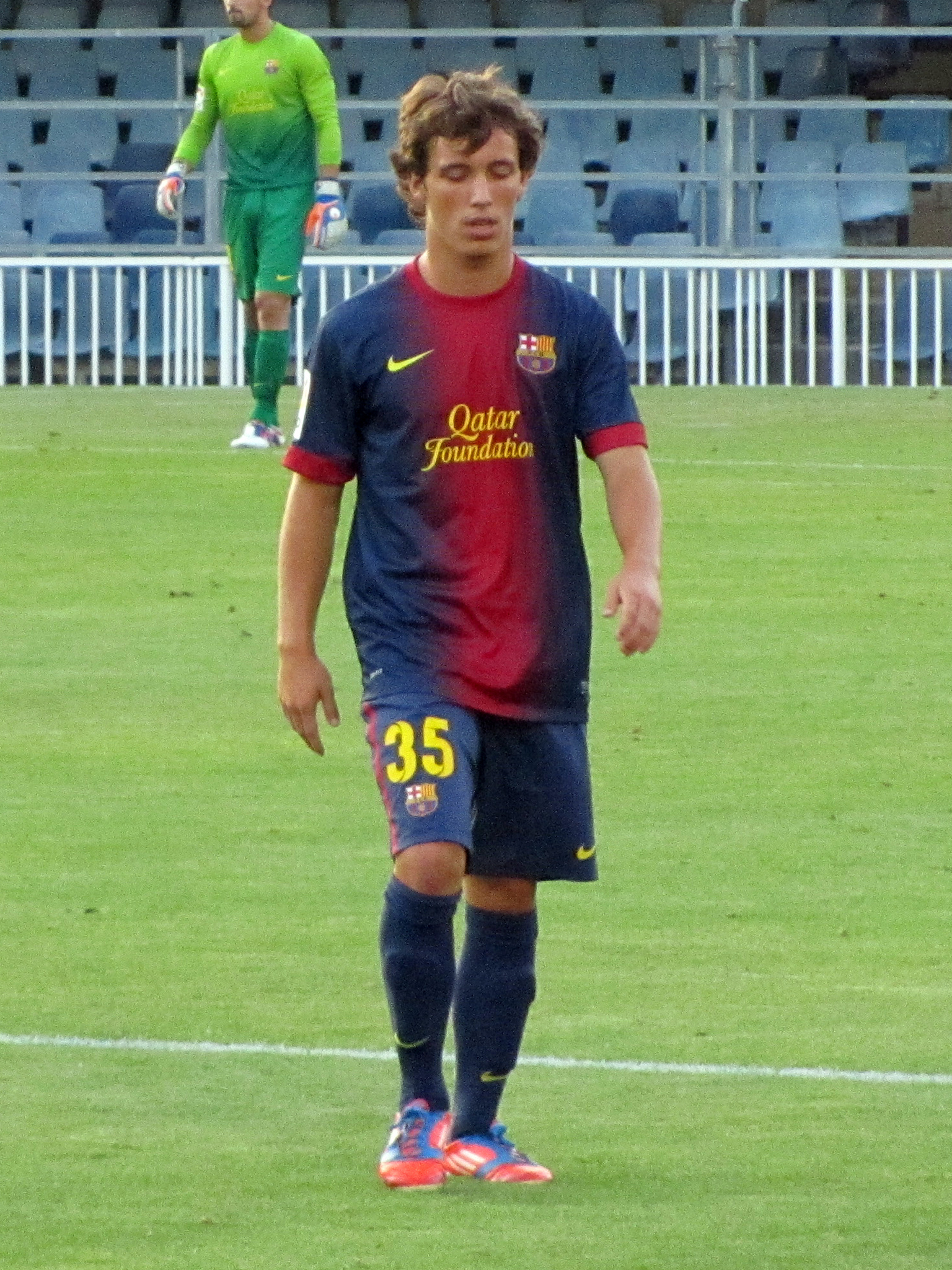
Алекс Грімальдо у «Барселоні Б» у 2012 році.

За другу команду клубу Грімальдо дебютував 4 вересня 2011 року в переможному матчі проти «Картахени». Він став наймолодшим гравцем (15 років і 349 днів), який коли-небудь виходив на поле у Сегунді. Всього за команду провів п'ять сезонів, взявши участь у 92 матчах чемпіонату.
29 грудня 2015 року, оскільки його контракт закінчувався найближчим часом, Грімальдо за 1,5 млн євро перейшов у португальську «Бенфіку». Барселона отримала право на відсоток від майбутнього продажу. В першому ж сезоні виграв з командою чемпіонат, кубок ліги і Суперкубок Португалії

## Виступи за збірні
2011 року дебютував у складі юнацької збірної Іспанії, у складі якої поїхав на чемпіонат Європи у віковій категорії до 19 років 2012 року. Іспанці завоювали свій шостий титул, а Грімальдо провів сім матчів, включаючи фінальну гру проти збірної Греції. Всього взяв участь у 19 іграх на юнацькому рівні, відзначившись одним забитим голом.
З 2013 року залучався до складу молодіжної збірної Іспанії. На молодіжному рівні зіграв у двох офіційних матчах.
10 листопада 2023 року головний тренер збірної Іспанії Луїс де ла Фуенте вперше викликав Грімальдо для участі в матчах відбіркового турніру до чемпіонату Європи 2024 року проти збірних Кіпру і Грузії. 16 листопада дебютував у збірній Іспанії в матчі проти Кіпру, вийшовши в стартовому складі.

## Статистика виступів

### Клубна статистика
| Сезон                   | Команда                 | Чемпіонат               | Чемпіонат | Чемпіонат | Національний кубок | Національний кубок | Національний кубок | Континентальні кубки | Континентальні кубки | Континентальні кубки | Інші змагання | Інші змагання | Інші змагання | Усього | Усього |
| Сезон                   | Команда                 | Ліга                    | Ігор      | Голів     | Ліга               | Ігор               | Голів              | Ліга                 | Ігор                 | Голів                | Ліга          | Ігор          | Голів         | Ігор   | Голів  |
| ----------------------- | ----------------------- | ----------------------- | --------- | --------- | ------------------ | ------------------ | ------------------ | -------------------- | -------------------- | -------------------- | ------------- | ------------- | ------------- | ------ | ------ |
| 2011–12                 | «Барселона Б»           | СД (ІІ)                 | 1         | 0         | -                  | -                  | -                  | -                    | -                    | -                    | -             | -             | -             | 1      | 0      |
| 2012–13                 | «Барселона Б»           | СД (ІІ)                 | 24        | 0         | -                  | -                  | -                  | -                    | -                    | -                    | -             | -             | -             | 24     | 0      |
| 2013–14                 | «Барселона Б»           | СД (ІІ)                 | 14        | 0         | -                  | -                  | -                  | -                    | -                    | -                    | -             | -             | -             | 14     | 0      |
| 2014–15                 | «Барселона Б»           | СД (ІІ)                 | 36        | 4         | -                  | -                  | -                  | -                    | -                    | -                    | -             | -             | -             | 36     | 4      |
| 2015–16                 | «Барселона Б»           | СДБ (ІІІ)               | 17        | 2         | -                  | -                  | -                  | -                    | -                    | -                    | -             | -             | -             | 17     | 2      |
| Усього за «Барселону Б» | Усього за «Барселону Б» | Усього за «Барселону Б» | 92        | 6         |                    | -                  | -                  |                      | -                    | -                    |               | -             | -             | 92     | 6      |
| 2015–16                 | «Бенфіка»               | ПЛ                      | 0         | 0         | КП+КЛ              | 0+0                | 0+0                | ЛЧ                   | 0                    | 0                    | СП            | 0             | 0             | 0      | 0      |
| Усього за кар'єру       | Усього за кар'єру       | Усього за кар'єру       | 92        | 6         |                    | -                  | -                  |                      | -                    | -                    |               | -             | -             | 92     | 6      |

### Міжнародна статистика
Станом на 16 листопада 2023
| Збірна            | Сезон             | Товариські | Товариські | Офіційні | Офіційні | Всього | Всього |
| Збірна            | Сезон             | Ігри       | Голи       | Ігри     | Голи     | Ігри   | Голи   |
| ----------------- | ----------------- | ---------- | ---------- | -------- | -------- | ------ | ------ |
| Іспанія           |                   |            |            |          |          |        |        |
| 2023              | 0                 | 0          | 1          | 0        | 1        | 0      |        |
| Всього за кар'єру | Всього за кар'єру | 0          | 0          | 1        | 0        | 1      | 0      |

### Матчі за збірну
Станом на 16 листопада 2023
| Матчі Алехандро Грімальдо за збірну Іспанії | Матчі Алехандро Грімальдо за збірну Іспанії | Матчі Алехандро Грімальдо за збірну Іспанії | Матчі Алехандро Грімальдо за збірну Іспанії | Матчі Алехандро Грімальдо за збірну Іспанії | Матчі Алехандро Грімальдо за збірну Іспанії | Матчі Алехандро Грімальдо за збірну Іспанії | Матчі Алехандро Грімальдо за збірну Іспанії |
| №                                           | Дата                                        | Суперник                                    | Рахунок                                     | Голи                                        | Картки                                      | Хвилини                                     | Змагання                                    |
| ------------------------------------------- | ------------------------------------------- | ------------------------------------------- | ------------------------------------------- | ------------------------------------------- | ------------------------------------------- | ------------------------------------------- | ------------------------------------------- |
| 1                                           | 16 листопада 2023                           | Кіпр                                        | 3:1                                         |                                             |                                             | 90'                                         | Відбіркові матчі ЧЄ-2024                    |

Всього: 1 матч / 0 голів; 1 перемога, 0 нічиїх, 0 поразок.

## Титули і досягнення
Клубні
- Чемпіон Португалії (3):

«Бенфіка» : 2015-16, 2016-17, 2018–19
- Володар Кубка Португалії (1):

«Бенфіка» : 2016-17
- Володар Кубка португальської ліги (1):

«Бенфіка» : 2015-16
- Володар Суперкубка Португалії (3):

«Бенфіка» : 2016, 2017, 2019
- Чемпіон Німеччини (1):

«Баєр 04»: 2023–24
- Володар Кубка Німеччини (1):

«Баєр 04»: 2023–24
- Володар Суперкубка Німеччини (1):

«Баєр 04»: 2024
Збірні
- Чемпіон Європи (U-19): 2012
- Чемпіон Європи: 2024[9]